# Hermandad de la Soledad (Bollullos de la Mitación)
La Hermandad de la Soledad es una cofradía católica de Bollullos de la Mitación, provincia de Sevilla, Andalucía, España. Tiene su sede canónica en la iglesia de San Martín de Tours.
Su nombre completo es Muy Antigua, Real, Muy Ilustre y Fervorosa Hermandad Sacramental y Cofradía de nazarenos de la Santa Vera Cruz, Santísimo Cristo del Amor y María Santísima en su Soledad. Hace estación de penitencia el Viernes Santo.

## Historia
La hermandad sacramental se fundó en 1573. En el siglo XVII se incorpora a la hermandad el Cristo del Amor de la despoblada aldea de Rianzuela. En 1929 se interrumpen las procesiones aunque la hermandad seguirá realizando cultos al Santísimo Sacramento. Volverá a procesionar a partir de 1957.
El Cristo del Amor es de cartón piedra del siglo XVI. La Virgen de la Soledad es atribuida a Juan de Astorga.